# Auditori
Résidence
L’Auditori est une salle de concert de Barcelone. C'est un édifice de 42 000 m2 inauguré le 22 mars 1999 et conçu par l'architecte Rafael Moneo.
La salle se trouve au centre du nouveau pôle de développement urbain de la plaça de les Glories où se rejoignent les trois plus grandes avenues de la ville (Diagonal, Gran Via, Meridiana), près du Théâtre national de Catalogne.
L'édifice combine la sobriété moderne externe avec une salle symphonique pouvant accueillir 2 200 spectateurs. Il possède également deux salles secondaires pouvant accueillir respectivement 600 et 400 personnes. L'atrium central est fait d'un cube de verre servant d'impluvium.
L'Auditori est le siège de l'Orchestre symphonique de Barcelone et accueille également l'École supérieure de musique de Catalogne et le musée de la musique.